# Hattar Gunji, Khanapur
Hattar Gunji là một làng thuộc tehsil Khanapur, huyện Belgaum, bang Karnataka, Ấn Độ.